# Исмаел Дијаз
Исмаел Дијаз (шп. Ismael Díaz de León; 12. мај 1997) панамски је фудбалер. 

## Каријера
Рођен је 12. маја 1997. године у граду Панами. Дебитовао је за Тауро 2. септембра 2012. године против Алијансе, са само 15 година и 3 месеца. У августу 2015. придружио се португалском клубу Порто на позајмици. Играо је за Б екипу Порта. Од 2017. године је члан Депортива Фабрил.

## Репрезентација
Дебитовао је августа 2014. године за репрезентацију Панаме у пријатељском мечу против Кубе. Био је уврштен у састав Панаме на Светском првенству у Русији 2018. године.

### Голови за репрезентацију
Голови Дијаза у дресу са државним грбом.
| # | Датум            | Место  | Противник | Гол | Резултат | Такмичење                 |
| - | ---------------- | ------ | --------- | --- | -------- | ------------------------- |
| 1 | 20. август 2014. | Панама | Куба      | 4:0 | 4:0      | Пријатељска               |
| 2 | 12. јул 2017.    | Тампа  | Никарагва | 1:1 | 2:1      | КОНКАКАФ златни куп 2017. |